# Cucullia macewani
Cucullia macewani là một loài bướm đêm trong họ Noctuidae.